# Comté de Brown (Ohio)
Pour les articles homonymes, voir Comté de Brown.
Le comté de Brown – en anglais : Brown County – est un des 88 comtés de l'État de l'Ohio, aux États-Unis.
Son siège est fixé à Georgetown.
Le comté a été créé en 1818. L'origine de son nom vient du major général Jacob Brown, un officier de la guerre anglo-américaine de 1812 qui a été blessé lors de la bataille de Lundy's Lane.

## Subdivisions administratives

### Villages
- Aberdeen
- Fayetteville
- Georgetown (siège du comté)
- Hamersville
- Higginsport
- Mount Orab
- Ripley
- Russellville
- Sardinia

### Cantons civils
- Byrd
- Clark
- Eagle
- Franklin
- Green
- Huntington
- Jackson
- Jefferson
- Lewis
- Perry
- Pike
- Pleasant
- Scott
- Sterling
- Union
- Washington[4]

### Secteurs statistiques

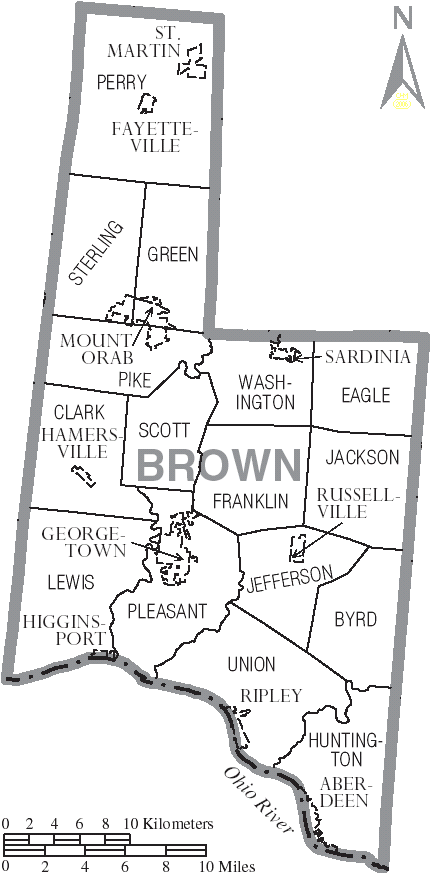
Carte des municipalités et subdivisions du comté de Brown

- Lake Lorelei
- Lake Waynoka
- St. Martin

### Autres divisions non constituées
- Arnheim
- Ash Ridge
- Bardwell
- Boudes Ferry
- Brownstown
- Centerville
- Chasetown
- Crosstown
- Decatur
- Eastwood
- Ellsberry
- Feesburg
- Fincastle
- Fivemile
- Greenbush
- Hiett
- Levanna
- Locust Ridge
- Macon
- Maple
- Neals Corner
- Neel
- New Harmony
- New Hope
- Redoak
- Upper Fivemile
- Vera Cruz
- Wahlsburg
- White Oak
- White Oak Valley